# Pere Colldecarrera i Camps
Pere ColldeCarrera i Camps (Olot, 1932 - 21 d'abril 2020) fou un pintor garrotxí, pertanyent de l''Escola paisatgística d'Olot, conegut per les seves pintures d'ambients rurals de muntanya de la Garrotxa i altres indrets de les comarques gironines.
Va destacar per la recerca constant de sensacions en els seus paisatges, amb una pintura marcada per la llum crepuscular i el domini de les gammes baixes de verds i ocres.
Amb un important bagatge d'exposicions i producció artística, les seves peces expliquen amb gran detallisme multitud de temes paisatgístics d'escenaris de la Garrotxa, com Olot, la Moixina, el Far o Sant Privat d'en Bas, però també de Banyoles, i la Devesa de Girona, per exemple; tota una geografia rural on elements com la muntanya, els arbres, el cel i a vegades l'home, com a pagès o pastor, són els grans protagonistes.
Una de les galeries d'art de les quals va ser un habitual va ser El Claustre, amb seu a la ciutat de Girona i també a Figueres.